# Coopérative Générale du Cinéma Français
Die Coopérative Générale du Cinéma Français war ein Unternehmen der Filmbranche, das im Jahr 1944 gegründet wurde und bis 1980 bestand.

## Geschichte
Die Coopérative Générale du Cinéma Français, kurz CGCF, war ein Unternehmen, das auf Initiative des Comité de libération du cinema français (CLCF) und der Parti communiste français (PCF) gegründet wurde. Konzipiert wurde es als Genossenschaft und mit dem Ehrgeiz, zwar wirtschaftlich erfolgreiche, aber vor allem progressive Filme zu produzieren und zu vertreiben.
Unter den Gründern waren auch der Filmregisseur und Drehbuchautor Louis Daquin und der bedeutende Kameramann Henri Alekan. Louis Daquin übernahm den Vorsitz und brachte viele Leute vom Film zusammen, die zum großen Teil der Résistance angehört hatten. Obwohl die CGCF ursprünglich für ein breites Spektrum an Filmen gedacht war, spezialisierte sie sich schnell auf besondere Produktionen, Kurzfilme und dokumentarische Spielfilme, wie beispielsweise René Cléments Film Schienenschlacht (1946), der über den Kampf der französischen Eisenbahner gegen deutsche Truppentransportzüge während der Zeit des Widerstandes gegen die deutsche Besatzungsmacht berichtet, und ein schöner Erfolg für die CGCF wurde. In dieses Genre fällt auch Jean Grémillons 1946 entstandener Film Der 6. Juni, im Morgengrauen, der die Operation Overlord zum Inhalt hat. Der 1948 produzierte halbdokumentarische Film Au cœur de l’orage (Im Herzen des Sturms) von Jean-Paul Le Chanois nimmt sich des Themas ebenfalls an, da er die Widerstandskämpfer von Vercors in den Mittelpunkt stellt. In der Folgezeit entstehen neben vielen Kurzfilmen auch einige Spielfilme.
Für den Dokumentar-Kurzfilm 1848 wurde das Unternehmen 1950 für den Oscar in der Kategorie Bester Dokumentar-Kurzfilm nominiert.
Ende der fünfziger Jahre geht die Filmtätigkeit der CGCF zunehmend zurück, ihr letzter gelisteter Film datiert von 1964. Obwohl sie auch in den 1970er-Jahren weiter existent ist, bleibt sie inaktiv. Im Jahr 1980 wird dann der Entschluss gefasst, das Unternehmen aufzulösen.

## Filmografie
- 1945: Der 6. Juni, im Morgengrauen (Le 6 juin à l’aube)
- 1946: La Bataille du rail
- 1947: Voyage Surprise
- 1947: La Rose et le Réséda
- 1948: Au cœur de l’orage
- 1948: Parade du rire
- 1949: Wenn man die Schule schwänzt (L’École buissonnière)
- 1950: 1848 (La Révolution de 1848)
- 1950: Un cirque passe
- 1950: Maître après Dieu
- 1951: Ça c’est du cinéma
- 1952: Trois femmes
- 1952: Heiratsvermittlung (Agence matrimoniale)
- 1952: Je sème à tout vent
- 1953: L’Œil en coulisses
- 1953: Jour de marché
- 1953: Chemins d’avril
- 1957: Les Fanatiques
- 1958: Die Enttäuschten (Le Beau Serge)
- 1958: Sonntagsfreunde (Les Copains du dimanche)
- 1963: La Grande Grève des mineurs
- 1964: Naissance d’une cité, Gennevilliers